# چکاوک بیشه جردون
چکاوک بیشه جردون (نام علمی: Mirafra affinis) نام یک گونه از سرده جل‌ها است.